# 乔治·坦蒂里耶
乔治·坦蒂里耶（法語：Georges Tainturier，1890年5月20日—1943年12月7日），法国男子击剑运动员。他曾获得1924年和1932年夏季奥运会击剑比赛男子重剑团体金牌。他在第二次世界大战期间成为法国抵抗运动的成员，最终他于1942年被捕，1943年被处决。